# Gebze
Gebze es una ciudad y distrito en la provincia de Kocaeli, Turquía. Se encuentra a 65 km al sudeste de Estambul, en el Golfo de Izmit, el brazo oriental del Mar de Mármara. Gebze es actualmente el distrito más poblado en la provincia, superando a İzmit, la capital provincial. La ciudad ha experimentado un rápido crecimiento en los últimos años, desde los 159 116 residentes en 1990 a los 392 945 en 2020. Gebze es conocida por albergar el Memorial de Aníbal, un monumento dedicado al general cartaginés fallecido en la antigua Libisa, en las proximidades de la ciudad moderna.

## Geografía
El distrito de Gebze se encuentra en la parte occidental de la provincia de Kocaeli. Limita con Körfez al este; Pendik, Tuzla y Şile en Estambul al noroeste, oeste y norte respectivamente; Çayırova y Darıca al suroeste y Dilovası al sudeste.

## Transporte
El extremo septentrional del puente Osman Gazi se encuentra en Gebze. La construcción, con una longitud total de 4 kilómetros (y un tramo principal de 1688 metros), une el Mar de Mármara desde Kababurun hasta Dilburnu. El metro de Gebze comenzó a construirse en 2018 de cara a una apertura en 2023. Además, una línea ferroviaria intercontinental de cercanías de Marmaray conecta Gebze con el territorio europeo de Estambul.